# Voetbalkampioenschap van Harz 1925/26
In 1925/26 werd het veertiende voetbalkampioenschap van Harz gespeeld, dat georganiseerd werd door de Midden-Duitse voetbalbond. 
FC Germania 1900 Halberstadt werd kampioen en plaatste zich voor de Midden-Duitse eindronde. De club versloeg SV 09 Staßfurt en verloor dan van Hallescher Sportfreunde 02. 
SpVgg Thale mocht naar een aparte eindronde voor vicekampioenen waarvan de winnaar nog kans maakte op een ticket naar de nationale eindronde. Thale versloeg FC Viktoria 1904 Güsten en verloor dan van BSC 1907 Sangerhausen.

## Gauliga
| Plaats | Club                         | Wed. | W  | G | V  | Saldo | Ptn.  |
| ------ | ---------------------------- | ---- | -- | - | -- | ----- | ----- |
| 1.     | FC Germania 1900 Halberstadt | 14   | 10 | 1 | 2  | 72:22 | 23:5  |
| 2.     | SpVgg 1904 Thale             | 14   | 9  | 2 | 3  | 41:29 | 20:8  |
| 3.     | SC Preußen 1909 Halberstadt  | 14   | 7  | 5 | 2  | 48:23 | 19:9  |
| 4.     | Quedlinburger SV 1904        | 13   | 7  | 2 | 4  | 52:26 | 16:10 |
| 5.     | SV Germania 1916 Wernigerode | 14   | 6  | 3 | 5  | 27:34 | 15:13 |
| 6.     | FC Viktoria 1910 Wernigerode | 13   | 2  | 2 | 9  | 22:42 | 6:20  |
| 7.     | SC 1910 Halberstadt          | 14   | 3  | 0 | 11 | 18:53 | 6:22  |
| 8.     | VfB Blankenburg              | 14   | 2  | 1 | 11 | 9:60  | 5:23  |

|  | Kampioen, geplaatst voor Midden-Duitse eindronde           |
|  | Geplaatst voor Midden-Duitse eindronde voor vicekampioenen |
|  | Degradatie                                                 |